# Vasilij Danilovič Sokolovskij
Vasilij Danilovič Sokolovskij (rusky Соколовский Василий Данилович; 9. červencejul./ 21. července 1897greg. Kozliki, Grodenská gubernie – 10. května 1968 Moskva) byl sovětský vojevůdce. Za Velké vlastenecké války byl náčelníkem štábu a velitelem frontu, po válce dosáhl hodnosti maršála Sovětského svazu a funkce náčelníka generálního štábu Sovětské armády.

## Život

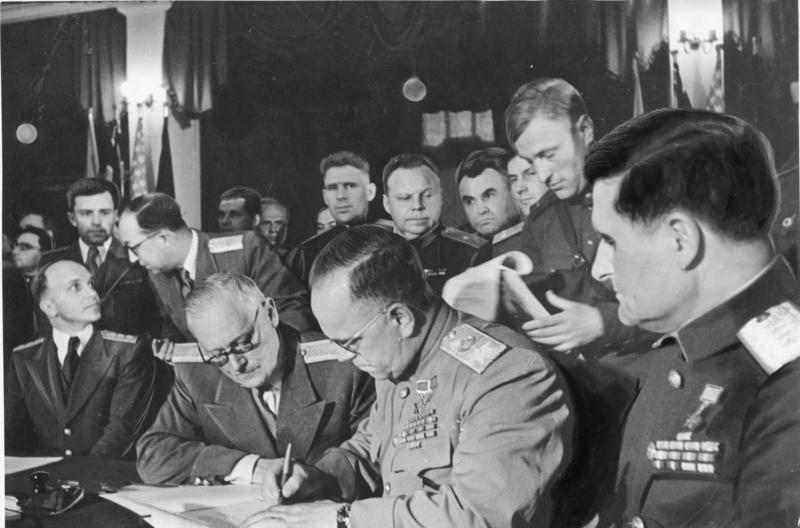
Kapitulace Wehrmachtu 8. května 1945. Dole vpravo Sokolovskij, vedle Žukov a Vyšinskij.

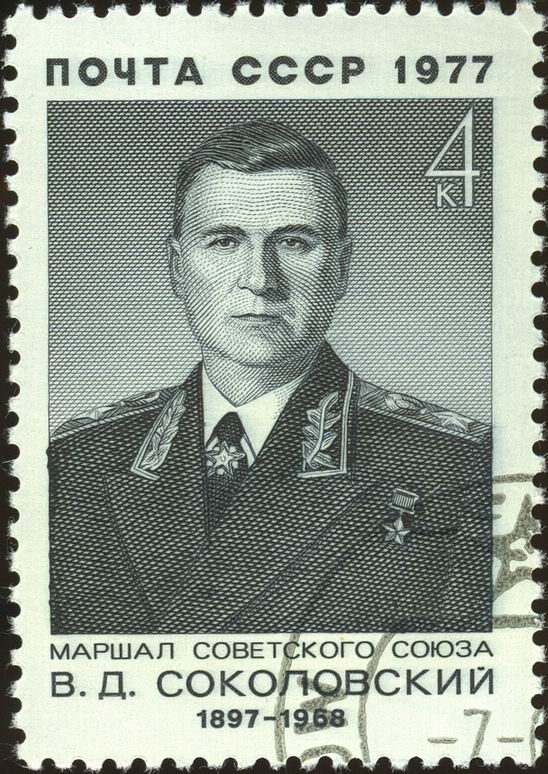
Sokolovskij na sovětské poštovní známce

Narozen v běloruské rolnické rodině u Białystoku na území dnešního Polska, které bylo tehdy součástí carského Ruska. Brzy po Říjnové revoluci vstoupil do Rudé armády.
Po absolvování vojenské akademie sloužil ve střední Asii, později v centrálním Rusku.
Ve druhé polovině 30. let postoupil na funkci náčelníka štábu vojenského okruhu.
Začátkem roku 1941 přešel do Moskvy, se Žukovem a Vatutinem patřil k nejužšímu vedení generálního štábu. Koncem července 1941 byl přeložen k Západnímu frontu. Účastnil se plánování a uskutečnění protiútoku u Moskvy. V bitvě u Kurska velel Západnímu frontu, který v operaci Kutuzov osvobodil Orel. V následující operaci Suvorov Sokolovského vojska osvobodila Smolensk, od října 1943 však další postup sovětských vojsk uvázl. Po neúspěchu dalších útoků v zimě 1943/44 byl Sokolovskij přeložen k 1. ukrajinskému frontu jako náčelník štábu. Zde podílel se na přípravě Lvovsko-Sandoměřské a Viselsko-Oderské operace. V dubnu 1945 si ho vyžádal maršál Žukov jako zástupce k provedení Berlínské operace.
Po válce zůstal v Německu, po odchodu Žukova se stal jeho nástupcem. V březnu 1949 byl přeložen do funkce 1. náměstka ministra ozbrojených sil, od roku 1952 současně náčelníka generálního štábu.
V této funkci využil své široké zkušenosti z velitelské i štábní práce, měl výrazný podíl na změnách v Sovětské armádě v padesátých letech. Soustředil se mimo jiné na vypracování teoretických koncepcí vedení jaderné války a patřičnou reorganizaci ozbrojených sil. Výsledky činnosti Sokolovského týmu byly publikovány ve sborníku Военная стратегия.
Zemřel 10. května 1968 v Moskvě, byl pochován na Rudém náměstí u Kremelské zdi.

## Vzdělání
- září 1914 – 1918 – studium v učitelském semináři
- 1918 – absolvoval 1. moskevské vojensko-instruktorské kurzy
- 1918 – červen 1919, prosinec 1919 – červen 1920, listopad 1920 – červen 1921 – studium v Akademii generálního štábu
- 1928 – absolvoval Vyšší akademické kurzy

## Vojenská kariéra
- od února 1918 – v Rudé armádě, nižší velitelské funkce
- červen – listopad 1920 – náčelník štábu divize
- říjen 1921 – duben 1922 – pomocník náčelníka operační správy štábu Turkestánského vojenského okruhu
- – 1922 – velitel skupiny vojsk Samarkandské a Ferganské oblasti
- duben 1922 – květen 1924 – náčelník štábu 2. turkestánské střelecké divize
- květen 1924 – říjen 1926 – velitel 2. turkestánské střelecké divize
- říjen 1926 – červen 1930 – náčelník štábu 9. střeleckého sboru
- červen 1930 – leden 1935 – velitel 43. střelecké divize
- leden – květen 1935 – zástupce náčelníka štábu Povolžského vojenského okruhu
- 17. května 1935 – duben 1938 – náčelník štábu Uralského vojenského okruhu
- duben 1938 – únor 1941 – náčelník štábu Moskevského vojenského okruhu
- únor – konec června 1941 – 2. zástupce náčelníka generálního štábu RKKA (pro organizačně-mobilizační otázky)
- konec června – 30. července 1941 – 1. zástupce náčelníka generálního štábu RKKA
- 30. července 1941 – leden 1942 – náčelník štábu Západního frontu
- 30. července – 10. září 1941 – náčelník štábu Hlavního velitelství Západního směru
- leden – 25. ledna 1942 – 1. zástupce náčelníka generálního štábu RKKA
- 1. února – 5. května 1942 – náčelník štábu Hlavního velitelství Západního směru
- 5. května 1942 – 28. února 1943 – náčelník štábu Západního frontu
- 28. února 1943 – 15. dubna 1944 – velitel Západního frontu
- 15. dubna 1944 – 10. dubna 1945 – náčelník štábu 1. ukrajinského frontu
- 15. dubna – 10. června 1945 – zástupce velitele 1. běloruského frontu
- 10. června 1945 – březen 1946 – zástupce Hlavního velitele skupiny sovětských okupačních vojsk v Německu
- březen 1946 – březen 1949 – Hlavní velitel skupiny sovětských okupačních vojsk v Německu
- březen 1949 – duben 1960 – 1. náměstek ministra ozbrojených sil/ministra vojenství/ministra obrany SSSR
- červen 1952 – duben 1960 – současně náčelník generálního štábu Sovětské armády
- od června 1960 ve skupině generálních inspektorů

## Hodnosti
- 21. listopadu 1935 – velitel divize
- 31. prosince 1939 – velitel sboru
- 4. června 1940 – generálporučík
- 13. června 1942 – generálplukovník
- 27. srpna 1943 – armádní generál
- 3. července 1946 – maršál Sovětského svazu

## Politická činnost
- od 1931 člen VKS(b)
- 14. října 1952 – 17. října 1961 – člen ÚV KSSS
- 31. října 1961 – 10. května 1968 – kandidát ÚV KSSS

- 1946 – 10. května 1968 – poslanec Nejvyššího sovětu SSSR

## Dílo
- Военная стратегия. Под ред. В.Д. Соколовского.. Moskva: Vojenizdat, 1962.
- Разгром немецко-фашистских войск под Москвой. Под ред. В.Д. Соколовского.. Moskva: Vojenizdat, 1964. Dostupné online.